# Кумкват
Кумкват (інші назви: «фортунелла», «кінкан», лат. Fortunella) — рід цитрусових рослин родини рутових. Також невеликий екзотичний фрукт помаранчевого або помаранчево-жовтого кольору, на вигляд нагадує невеликий апельсин. Росте на півдні Китаю.
Назва кумкват походить від «гам гват» — вимови на кантонському діалекті китайської мови слова 金橘 (піньїнь jīnjú, укр. — золотий апельсин).

## Опис

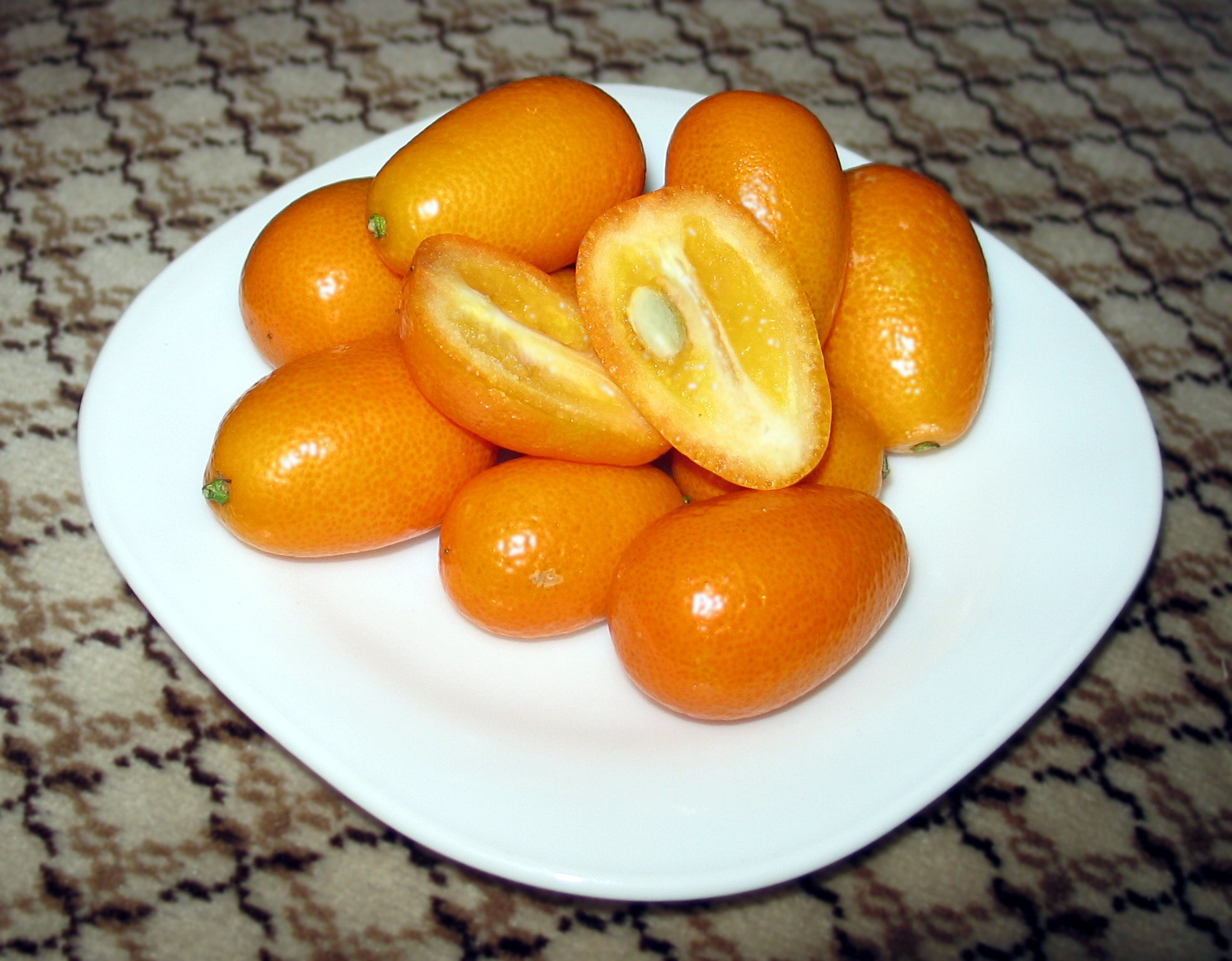
Плоди кумквата

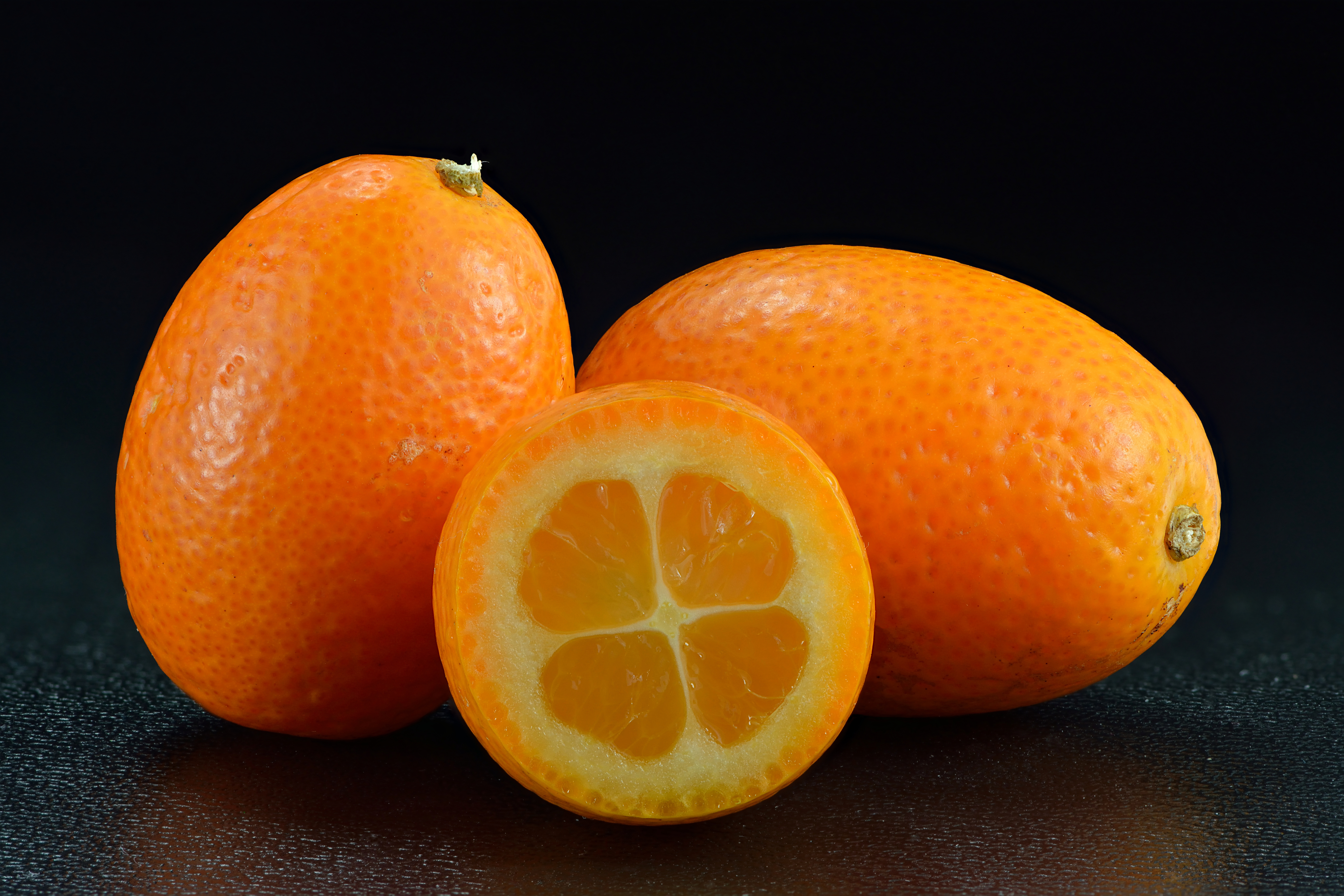
Плоди кумквата

На вигляд плоди кумквата нагадують мініатюрні овальні апельсини розміром від 3 до 5 сантиметрів у довжину і від 2 до 4 сантиметрів завширшки.
Вони родять на вічнозелених чагарниках або деревах, висота яких сягає 2,5-4,5 метри. Листя темно-зелене глянцеве, а квітки білі. Залежно від розміру, дерево кумквата може давати сотні або навіть тисячі плодів щороку.
Рослина родом з Південної Азії та Азійсько-Тихоокеанського регіону. Найраніші посилання на історичні кумквати з'являється в літературі Китаю в 12 столітті. Рослина давно культивується в Японії, Тайвані, на Філіппінах і в Південно-Східній Азії. Кумквати були завезені в Європу в 1846 році Робертом Форчуном, колекціонером Лондонського садівничого товариства, і незабаром після цього в Північну Америку.
Плід кумквата за смаком нагадує мандарин з легкою кислинкою, їстівний повністю, з солодкою шкіркою (щоправда, шкірка може викликати подразнення нирок). У природі трапляються кілька видів кумквата, що розрізняються формою плоду. Кумкват вживають як у сирому, так і у переробленому вигляді (цукати, варення, мармелад).
Кумкват рідко вирощується з насіння, оскільки у нього слабка коренева система. У Китаї та Японії для розмноження рослини роблять щеплення до понцируса трилистого (Poncirus trifoliata). Часто вирощується як кімнатна рослина.
Кумкват культивують у Китаї, Південно-Східній Азії, Японії, на Близькому Сході, у Південній Європі (особливо на грецькому острові Корфу) і на півдні США (особливо на Флориді).

## Види
Нині виділяється шість видів кумквата:
- Гонконзький кумкват (Fortunella hindsii)
- Малайський кумкват (Fortunella polyandra)
- Марум кумкват (Fortunella japonica)
- Мейв кумкват (Fortunella crassifolia)
- Нагамі кумкват (Fortunella margarita)
  - Нордман нагамі — різновид нагамі кумкват
  - Ряболистий кумкват — різновид нагамі кумкват
- Фукушімі кумкват (Fortunella obovata)

Також відомі гібриди:
- Ічангкват (Citrus ichangensis x Fortunella sp.) — лимон Ічанський та кумкват
- Каламондин (Citrus reticulata x Fortunella margarita) — мандарин та нагамі кумкват
- Кумандарін (Citrus reticulata x Fortunella sp.) — мандарин та кумкват
- Лаймкват (Citrus aurantiifolia x Fortunella sp.) — лайм і кумкват
- Лемонкват (Citrus limon x Fortunella sp.) — лимон та кумкват
- Оранжекват (Citrus unshiu x (F. japonica x F. margarita)) — мандарин уншиу та кумкват
- Цітранжкват ( (C. sinensis x P. trifoliata) x Fortunella sp.) — цітранж та кумкват
- Цітрумкват (Poncirus trifoliata x Fortunella sp.) — тріфоліата та кумкват
- Kucle ( (C. deliciosa x C. salicifolia) x Fortunella margarita) — клементин та нагамі кумкват
- Procimequat ( (C. aurantiifolia x Fortunella sp.) x Fortunella hindsii) — лаймкват та гонконзький кумкват

### Круглий кумкват
Кумквати діляться на кілька видів.
Круглий кумкват також називається кумкват марумі. Це вічнозелене дерево, що дає їстівні золотисто-жовті плоди. Фруктів мало і зазвичай вони круглі, але можуть бути овальної форми. Шкірка має солодкий смак, але плід кислуватий. Плоди можна вживати в їжу, але в основному вони використовуються для виготовлення мармеладу і желе. Круглий кумкват вирощується як декоративна рослина. Рослина символізує удачу в Китаї та інших азійських країнах, де вона зберігається як кімнатна рослина і дарується під час Місячного Нового Року. Круглий кумкват частіше культивується, ніж інші види через його стійкість до холоду.

### Овальний кумкват
Кумкват овальний також називають нагамі кумкват. Отримав назву завдяки своїй формі.

### Цзянсу кумкват
Цзянсу кумкват дає їстівні плоди, які можна їсти в сирому вигляді. Плоди можуть бути використані для приготування желе та мармеладу. Плоди мають грушоподібну форму. При дозріванні має яскраво-помаранчеве забарвлення. Від інших видів його також відрізняє округле листя. Його вирощують заради їстівних плодів і як декоративну рослину.

## Культивування і використання
Кумкват вирощується в Китаї, Південній Кореї, Північній Кореї, Тайвані, Південно-Східній Азії, Японії, на Близькому Сході, в Європі (зокрема, на Корфу, Греція), на півдні Пакистану і на півдні Сполучених Штатів (зокрема, Флорида, Луїзіана, Алабама) і в Каліфорнії. Вони набагато витриваліші, ніж інші цитрусові, як, наприклад апельсини. Кумкват «нагамі» вимагає спекотного літа, починаючи від 25 °C до 38 °C, але може витримувати морози до близько −10 °C. Вони ростуть на чайних пагорбах провінції Хунань, Китай, де клімат надто холодний для інших цитрусових. Дерева також відрізняються від інших видів цитрусових тим, що вони вступають у настільки глибокий період зимового спокою, що залишаться в ньому ще протягом кількох тижнів після настання теплої погоди без утворення нових пагонів або квітів. Попри їх здатність до виживання при низьких температурах, дерева ростуть краще і дають солодші плоди в більш теплих регіонах. Кумквати погано розмножуються насінням і тому їх розмножують вегетативним способом, використовуючи як підщепи інші цитрусові.

### Використання
Кумквати часто їдять сирими. Їхні шкірки солодкі й соковиті, середина трохи кислить. Сирі фрукти, як правило, або споживають повністю, щоб насолодитися контрастом, або їдять тільки шкірку. Плід вважається стиглим, коли він набуває жовтувато-оранжевого кольору. Кулінарне використання включає цукрування, консервування, приготування мармеладу та желе. Вони також додаються у салати. В останні роки кумквати завоювали популярність як гарнір для коктейльних напоїв, включаючи мартіні, як заміна більш знайомих оливок. Кумквати також використовуються кухарями для створення десертів, поширених в європейських країнах та Африці.
На Філіппінах і Тайвані кумкват є популярним додатком до зеленого чаю, з ним п'ють чорний чай, гарячий або навпаки — з льодом.

## Склад
Ефірна олія зі шкірки кумквату містить велику частину аромату фруктів, і в основному складається з лімонену, що становить близько 93% від загальної кількості. Крім того, лімонен і альфа-пінен сприяють пряному аромату плодів. Карбонільні з'єднання складають більшу частину залишку, і вони відповідальні за більшу частину особливого аромату. Ці сполуки включають складні ефіри, такі як ізопропіловий пропаноат (1,8%) і ацетат терпінілу (1,26%); кетони, такі як карвон (0,175%), а також ряд альдегідів. Інші кисневмісні сполуки включають нерол (0,22%) і транс-ліналол оксид (0,15%). Сировина кумквату також є відмінним джерелом вітаміну С.

### Харчова цінність
| Сирий кумкват (харчова цінність на 100 г) |                      |                         |                               |
| вода: 80,85 г                             | сухі залишки: 0,52 г | харчові волокна: 6,5 г  | енергетична цінність: 71 Ккал |
| білки: 1,88 г                             | жири: 0,86 г         | вуглеводи: 15,90 г      | моносахариди: 9,36 г          |
| мікроелементи                             |                      |                         |                               |
| кальцій: 62 мг                            | залізо: 0,86 мг      | магній: 20 мг           | фосфор: 19 мг                 |
| калій: 186 мг                             | мідь: 0,095 мг       | натрій: 10 мг           | цинк: 0,17 мг                 |
| вітаміни                                  |                      |                         |                               |
| вітамін C: 43,9 мг                        | вітамін B1: 0,037 мг | вітамін B2: 0,090 мг    | вітамін B3: 0,429 мг          |
| вітамін B5: 0,208 мг                      | вітамін B6: 0,036 мг | вітамін B9: 0 мг        | вітамін B12: 0,00 мг          |
| вітамін A: 290 ME                         | ретинол: 0 мкг       | вітамін E: 0,15 мкг     | вітамін K: 0,0 мкг            |
| жирні кислоти                             |                      |                         |                               |
| насичені: 0,103 г                         | ненасичені: 0,154 г  | поліненасичені: 0,171 г | холестерол: 0 мг              |